# Гулянка (Люблінське воєводство)
Гулянка (пол. Hulanka) — село в Польщі, у гміні Біла Підляська Більського повіту Люблінського воєводства.
У 1975-1998 роках село належало до Білопідляського воєводства.